# Сура Аль-Карійя
Сура Аль-Карійя (араб. سورة القارعة‎) або Лихо — сто перша сура Корану. Мекканська, містить 11 аятів.

## Текст
Переклад Михайла Якубовича.

1. Лихо!
2. Що ж таке лихо?
3. І звідки знати тобі, що таке лихо?
4. Це — День, коли люди розсіються, наче метелики.
5. А гори будуть схожі на вовну розчесану.
6. Тоді той, чия чаша на терезах буде важкою -
7. отримає він життя, сповнене задоволення.
8. А той, чия чаша на терезах буде легкою -
9. притулком його буде прірва.
10. А звідки знати тобі, що це таке?
11. Це — вогонь палаючий.